# Товбозино
Товбозино — деревня в Унечском районе Брянской области в составе Старосельского сельского поселения.

## География
Находится в центральной части Брянской области на расстоянии приблизительно 32 км на восток по прямой от вокзала железнодорожной станции Унеча.

## История
Упоминалась с начала XVIII века в составе Бакланской сотни Стародубского полка, также упоминалась в Почепской сотне. Здесь проживало преимущественно казацкое поселение. В 1859 году здесь (деревня Мглинского уезда Черниговской губернии) учтено было 20 дворов, в 1892—34.

## Население
Численность населения: 184 человека (1859 год), 261 (1892), 17 человека (русские 100 %) в 2002 году, 8 в 2010.